# Astragalus cystosus
Astragalus cystosus är en ärtväxtart som beskrevs av Zarre och Dieter Podlech. Astragalus cystosus ingår i släktet vedlar, och familjen ärtväxter. Inga underarter finns listade i Catalogue of Life.